# Luz, Anima, Ação
Luz, Anima, Ação é um documentário lançado em 2013, dirigido e escrito por Eduardo Calvet. O filme mostra a história da animação no Brasil, revelando as principais personalidades que ajudaram a construir essa trajetória com criações para o cinema, TV e publicidade.
A pedido de Eduardo Calvet, oito animadores foram convidados para recriar a primeira animação brasileira, Kaiser (1917) de Seth. O filme foi exibido na edição de 2013 do festival Anima Mundi e deu origem a uma série no mesmo ano exibida pelo Canal Brasil.
Em julho de 2017, o filme foi exibido na TV Cultura como parte da homenagem aos 100 anos da animação brasileira.

## Elenco
- Alê Abreu
- Diego Akel
- Guilherme Alvernaz
- Alceu Baptistão
- Telmo Carvalho
- Célia Catunda
- César Coelho
- Maurício de Sousa
- Marcelo Fabri Marão
- Arnaldo Galvão
- Otto Guerra
- Pedro Iuá
- Paulo José
- Olívia Latini
- Chico Liberato
- Andres Lieban
- Marcos Magalhães
- Roberto Maia
- Daniel Messias
- Kiko Mistrorigo
- Antônio Moreno
- Paulo Munhoz
- Itsuo Nakashima
- José Mario Parrot
- Aída Queiroz
- Walbercy Ribas
- Quia Rodrígues
- Rosaria
- Carlos Saldanha
- Allan Sieber
- Maurício Squarisi
- Pedro Stilpen
- Ennio Torresan
- Rosana Urbes
- Fabio Yamaji